# Verzinkerpreis für Architektur und Metallgestaltung
Der Verzinkerpreis für Architektur und Metallgestaltung ist ein internationaler Architekturpreis, der seit 1989 im Zweijahresrhythmus verliehen wird. Prämiert werden herausragende Bauwerke, Objekte und Produkte, die im Wesentlichen Umfang feuerverzinkt sind. Teilnehmen können Architekten, Ingenieure, Stahl- und Metallbauer, Schlosser, Kunstschmiede, Designer, Bauherren aus Deutschland, Österreich und der Schweiz. Der Verzinkerpreis ist mit 15.000 Euro dotiert.

## Preisträger

### 2023
- Quellen:[1]
- Jury: Sven Aretz, Carlo Baumschlager, Stefan Elgass, Holger Glinde, Sebastian Schiweck, Katja Reich, John-Thomas Siehoff, Natalie Essig
- Preisgeld: 15'000 Euro

|             | Titel                                 | Ort                   | Architekt                           | Fotografie |
| ----------- | ------------------------------------- | --------------------- | ----------------------------------- | ---------- |
| 1. Preis    | Kopfbau Halle 118                     | Winterthur            | baubüro in situ                     |            |
| 1. Preis    | Eingangsgebäude Freilichtmuseum Hagen | Hagen                 | Schnoklake Betz Dömer               |            |
| 3. Preis    | Aussichtsturm Vierte Wand             | Seekopf               | Heep & Schillinger und Manfred Karl |            |
| Anerkennung | Büro mit silbernem Vorhang            | München               | Fabian A. Wagner                    |            |
| Anerkennung | The Terrace                           | Berlin-Charlottenburg | AHM Architekten                     |            |

### 2021
- Quellen:[2][3]
- Jury: Wim Eckert (Vorsitz), Stefan Elgaß, Holger Glinde, Mark Huckshold, Christian Knoche, Katja Reich, John-Thomas Siehoff, Angelika Summa
- Preisgeld: 15'000 Euro

|          | Titel                   | Ort                   | Architekt           |
| -------- | ----------------------- | --------------------- | ------------------- |
| 1. Preis | Falginjochbahn          | Kaunertaler Gletscher | Baumschlager Hutter |
| 2. Preis | Haus D//6               | Nümbrecht             | Aretz Dürr          |
| 3. Preis | Seegartenbühne          | Allensbach            | Schaudt Architekten |
| 3. Preis | Brücke über die Salzach | Kaprun                | SSF Ingenieure      |

### 2019
- Quellen:[4]
- Jury: Klaus Fockenberg, Burkhard Fröhlich, Holger Glinde, Mark Huckshold, Katja Pfeiffer, Katja Reich, Julian Schoyerer, John-Thomas Siehoff, Angelika Summa
- Preisgeld: 15'000 Euro

|                           | Titel                                  | Ort       | Architekt                          | Ingenieur         | Fotografie |
| ------------------------- | -------------------------------------- | --------- | ---------------------------------- | ----------------- | ---------- |
| 1. Preis Architektur      | taz-Neubau                             | Berlin    | E2A Architekten                    |                   |            |
| 1. Preis Metallgestaltung | Warte Haus                             | Landshut  | Max Otto Zitzelsberger             | merz kley partner |            |
| 2. Preis Architektur      | Feuerwehrzentrum                       | Köln-Kalk | Knoche Architekten                 |                   |            |
| 2. Preis Metallgestaltung | Fitnessstudio Balboa im Viadukt        | Zürich    | Helsinki Zürich Office Architekten |                   |            |
| 3. Preis Architektur      | Probebühnen/ Werkstätten Landestheater | Salzburg  | Architekturwerkstatt Zopf          |                   |            |
| 3. Preis Architektur      | Erweiterung Kunstmuseum                | Basel     | Christ & Gantenbein                |                   |            |

### 2017
- Quellen:[5]
- Jury: Rainer Hempel (Vorsitz), Alfred Bullermann, Klaus Fockenberg, Holger Glinde, Guido Höfert, Mark Huckshold, Ulrich Königs, Katja Reich, John-Thomas Siehoff
- Preisgeld: 15'000 Euro

|                           | Titel                               | Ort                    | Architekt                       | Fotografie |
| ------------------------- | ----------------------------------- | ---------------------- | ------------------------------- | ---------- |
| 1. Preis Architektur      | Saarpolygon                         | Ensdorf                | pfeiffer sachse architekten     |            |
| 2. Preis Architektur      | ZF Campus der Zeppelin-Universität  | Friedrichshafen        | as-if Architekten               |            |
| 3. Preis Architektur      | Comeniusbrücke über die Elbe        | Jaromer                | Baum & Baros                    |            |
| 3. Preis Architektur      | Empfangsgebäude „Mitoseum“          | Saurierpark Kleinwelka | Rimpf-Architektur               |            |
| 1. Preis Metallgestaltung | Fahrradpavillon                     | Mainz                  | SYRA Schoyerer Architekten      |            |
| 2. Preis Metallgestaltung | „Structangle II“                    |                        | Angelika Summa                  |            |
| 3. Preis Metallgestaltung | Schriftspur Stadtbahn Wehrhahnlinie | Düsseldorf             | Kunstschmiede Andreas Althammer |            |

### 2015
- Quellen:[6]
- Jury: Mirko Baum (Vorsitz)
- Preisgeld: 15'000 Euro

|                           | Titel                                                 | Ort               | Architekt                             |
| ------------------------- | ----------------------------------------------------- | ----------------- | ------------------------------------- |
| 1. Preis Architektur      | Energiebunker                                         | Hamburg           | HHS Planer und Architekten            |
| 1. Preis Metallgestaltung | Schlüsselkreuz der St. Elisabeth Kapelle              | Friesoythe        | Atelier Eisenzeit – Alfred Bullermann |
| 2. Preis Architektur      | Forschungsgewächshaus Campus Riedberg der Universität | Frankfurt am Main | Königs Architekten                    |
| 3. Preis Architektur      | Grundschule am Wasserturm                             | Karlsruhe         | h.s.d. architekten                    |
| 3. Preis Architektur      | Druck- und Versandzentrum des LZfD                    | Karlsruhe         | hotz + architekten                    |

### 2013
- Jury: Gerd Deimel, Stefan Elgaß, Holger Glinde, Dirk Godau, Michael Gradinger, Manfred Hegger, Rainer Hempel, Hartwig Schneider, Tim Westphal
- Preisgeld: 10'000 Euro

|             | Titel                                                    | Ort          | Architekt            | Fotografie |
| ----------- | -------------------------------------------------------- | ------------ | -------------------- | ---------- |
| 1. Preis    | Fußgängerbrücke über die Adler                           | Königgrätz   | baum & baros         |            |
| 2. Preis    | Busbahnhof                                               | Haldensleben | Schulitz + Partner   |            |
| 3. Preis    | Technisches Betriebszentrum der Landeshauptstadt München | München      | Auer + Weber         |            |
| Anerkennung | Justizvollzugsanstalt Düppel                             | Berlin       | Mahler Günster Fuchs |            |
| Anerkennung | Schaustelle - Raum für Experimente                       | München      | Jürgen Mayer H.      |            |

### 2011
- Jury: Alfred Bullermann, Stefan Elgaß, Michael Hammers, Manfred Hegger, Rainer Hempel, Carl Steckeweh, Tim Westphal, Michael Wimmer
- Preisgeld: 15'000 Euro

|          | Titel                                                                          | Ort        | Architekt                          |
| -------- | ------------------------------------------------------------------------------ | ---------- | ---------------------------------- |
| 1. Preis | Werner-von-Siemens-Schule                                                      | Bochum     | Reiser + Partner                   |
| 1. Preis | Kunst-Galerie Stihl und Kunstschule                                            | Waiblingen | Hartwig Schneider                  |
| 3. Preis | St. Antony Oberhausen – Wiege des Ruhrgebiets ARGE Ahlbrecht-Scheidt-Kasprusch | Essen      | Schülke und Wiesmann Ingenieurbüro |

### 2009
|          | Titel                                                     | Ort                 | Architekt                |
| -------- | --------------------------------------------------------- | ------------------- | ------------------------ |
| 1. Preis | Heizkraftwerk                                             | Würzburg            | 03 Architekten           |
| 2. Preis | Gleichrichterwerk                                         | Frankfurt-Niederrad | Schoyerer Architekten    |
| 3. Preis | Festungsarena                                             | Kufstein            | Kugel + Rein             |
| 3. Preis | Mensa + Sanierung Sporthalle der Johannes-Häussler-Schule | Neckarsulm          | Mattes Sekiguchi Partner |

### 2007
- Quellen:[7][8]
- Jury: Markus Ernst, Holger Glinde, Hartmut Niederwöhrmeier, Helmut C. Schulitz, John-Thomas Siehoff, Carl Steckeweh, Tim Westphal
- Preisgeld: 10'000 Euro

|                       | Titel                      | Ort            | Architekt                  | Fotografie |
| --------------------- | -------------------------- | -------------- | -------------------------- | ---------- |
| 1. Preis              | Parkpalette                | Coesfeld-Lette | Birk und Heilmeyer         |            |
| 2. Preis              | Heizkraftwerk              | Würzburg       | Brückner & Brückner        |            |
| 2. Preis              | Erweiterung Hochschule     | Aalen          | Mahler Günster Fuchs       |            |
| Besondere Anerkennung | Aufstockung Salvatorgarage | München        | Peter Haimerl              |            |
| Anerkennung           | DNlifeld·Sporthalie        | Untereisesheim | Mattes Sekiguchi + Partner |            |

### 2005
- Quellen:[9]
- Jury: Stefan Elgaß, Holger Glinde, Rainer Hempel, Frohwin Lilttin, Jürgen Marberg, Ulrike Sengmüller, Carl Steckeweh, Tim Westphal
- Preisgeld: 10'000 Euro

|          | Titel                                                  | Ort              | Architekt              | Fotografie |
| -------- | ------------------------------------------------------ | ---------------- | ---------------------- | ---------- |
| 1. Preis | Schulkapelle des Erzbischöflichen St.-Angela-Gymnasium | Bad Münstereifel | Markus Ernst           |            |
| 2. Preis | Sportzentrum am Hubland der Universität                | Würzburg         | Niederwöhrmeier + Kief |            |
| 2. Preis | Dachaufbau                                             | Stuttgart        | Hartwig N. Schneider   |            |
| 3. Preis | AWD-Arena                                              | Hannover         | Schulitz + Partner     |            |
| 3. Preis | Wegkreuz                                               | Friesoythe       | Alfred Bullermann      |            |

### 2003
- Quellen:[10][11]
- Jury: Ulrike Sengmüller, Carlo Weber, Andreas Rogg, Carl Steckeweh, John-Thomas Siehoff, Wolger Glinde, Rainer Hempel, Jürgen Marberg
- Preisgeld: 10'000 Euro

|          | Titel                                           | Ort         | Architekt                    | Fotografie |
| -------- | ----------------------------------------------- | ----------- | ---------------------------- | ---------- |
| 1. Preis | Siedlung Permoserstraße                         | Ingolstadt  | Bäuerle Lüttin               |            |
| 1. Preis | ERCO Hochregallager                             | Lüdenscheid | Schneider + Schumacher       |            |
| 2. Preis | Killesbergturm                                  | Stuttgart   | SchIaich, Bergermann Partner |            |
| 2. Preis | Forschungs- und Entwicklungszentrum der ADVA AG | Meiningen   | Kauffmann, Theilig & Partner |            |

### 2001
- Quellen:[12]
- Jury: Stefan Elgaß, Holger Glinde, Rainer Hempel, Jürgen Marberg, Helmut C. Schulitz, Ulrike Sengmüller, Carl Steckeweh, Elisabeth Wiederspahn
- Preisgeld: 20'000 Mark

|          | Titel                     | Ort          | Architekt                  |
| -------- | ------------------------- | ------------ | -------------------------- |
| 1. Preis | Obstverkaufshalle Wassmer | Ebingen      | Schaudt Architekten        |
| 2. Preis | Kurmittelhaus             | Bad Brambach | Auer + Weber + Partner     |
| 3. Preis | Verglaste Rasterstrecke   | Vaihingen    | Kaag + Schwarz Architekten |
| 3. Preis | Parkregal                 | Sindelfingen | Petry + Wittfoth           |

### 1999
- Jury: Rainer Hempel (Vorsitz), Wolfgang Boschbach, Bruno Feigenbutz, Holger Glinde, Jens-Peter Kleingarn, Jürgen Marberg, Dietrich Muhs, Dieter Schempp, Carl Steckeweh, Elisabeth Wiederspahn
- Preisgeld: 20'000 Mark

|           | Titel                     | Ort            | Architekt                | Fotografie |
| --------- | ------------------------- | -------------- | ------------------------ | ---------- |
| 1. Preis  | Skywalk auf der Expo 2000 | Hannover       | Schulitz + Partner       |            |
| 2. Preis  | Neven DuMont-Haus         | Köln           | HPP Architekten          |            |
| 3. Preis  | Bahnhof                   | Berlin-Spandau | Gerkan, Marg und Partner |            |
| Jurypreis | Zentraler Omnibusbahnhof  |                | Karlheinz Beer           |            |

### 1997
- Quellen:[13]
- Jury: Gerd Wolfgang Boschbach, Jürgen Braun, Horst Buchholz, Martin Cleffmann, Peter Etgaß, Burkhard Fröhlich, Bruno Franken, Jens-Peter Kleingarn, Stefan Küchler, Carl Steckeweh
- Preisgeld: 20'000 Mark

|          | Titel                                      | Ort         | Architekt             | Ingenieur      |
| -------- | ------------------------------------------ | ----------- | --------------------- | -------------- |
| 1. Preis | Zentralinstitut für Bildgebende Diagnostik | Karlsruhe   | Gaiser und Feigenbutz |                |
| 2. Preis | Sportstätten der Körperbehindertenschule   | Ingolstadt  | Vogel + Brunninger    | Mayr Ludescher |
| 3. Preis | Einfamilienhaus                            | Saarbrücken | Markus Ott            |                |

### 1995
- Jury: Jürgen Braun, Horst Buchholz, Stefan Elgaß, Bruno Franken, Jens-Peter Kleingarn, Heinrich Maluche, Karlheinz Schmiedel, Klaus Straub
- Preisgeld: 20'000 Mark

|          | Titel       | Ort               | Architekt                  | Ingenieur             |
| -------- | ----------- | ----------------- | -------------------------- | --------------------- |
| 1. Preis | Häuserzeile | Konstanz          | Schaudt Architekten        | Büro Leierring        |
| 2. Preis | Klappkiosk  | Frankfurt am Main | Joppien/ Dietz Architekten | Ingenieursozietät BGS |
| 3. Preis | Betriebshof | Konstanz          | Schaudt Architekten        | Büro Fischer          |

### 1993
- Jury: Gernot Lucas, Anton-Peter Betschart, Gottlieb W. Betzner, Horst Buchholz, Jens-Peter Kleingarn, Gerhard Repmann, Karlheinz Schmiedel, Günter Valtinat
- Preisgeld: 20'000 Mark

|          | Titel                | Ort | Architekt                  | Ingenieur           |
| -------- | -------------------- | --- | -------------------------- | ------------------- |
| 1. Preis | Flugwerft als Museum |     | Reichert-Pranschke-Maluche | Seeberger & Friedl  |
| 2. Preis | Cafe im Gewächshaus  |     | Auer + Weber + Partner     |                     |
| 3. Preis | Eine Dose für Blech  |     | Gerkan, Marg + Partner     | Schwarz + Dr. Weber |

### 1991
|       | Titel                              | Ort               | Architekt         | Fotografie |
| ----- | ---------------------------------- | ----------------- | ----------------- | ---------- |
| Preis | Bahnsteighalle und Vorhallendächer | Hauptbahnhof Köln | Busmann + Haberer |            |

### 1989
|                                 | Titel              | Ort                         | Träger              | Fotografie |
| ------------------------------- | ------------------ | --------------------------- | ------------------- | ---------- |
| Objekt, Produkt, Design - Preis | Klappbrücke        | Kasenort Schleswig-Holstein |                     |            |
| Umweltschutzpreis               | Rietberg-Vario Set |                             | Karl-Heinz Keunecke |            |